# شای مک‌براید
شای مک‌براید (به انگلیسی: Chi McBride) (زاده ۲۳ سپتامبر ۱۹۶۱) بازیگر آمریکایی است. که فعالیت خود را در زمینهٔ سینما و تلویزیون از سال ۱۹۹۲ میلادی آغاز کرده‌است، جدیدترین اثری که او درش بازی کرده‌است مجموعهٔ تلویزیونی هدف انسانی ساخته سال ۲۰۱۰ میلادی است که هم‌اکنون نیز ساختش ادامه دارد و حتی در سریال هاوایی فایو-زیرو هم بازی کرد.

## زندگی‌نامه
شای مک براید در سال ۱۹۶۱ میلادی در ایالت ایلینوی آمریکا چشم به جهان گشود، او دوران کودکیش را در کلیسایی گذراند و در آنجا رشد یافت، او در ۱۹۸۶ به آتلانتا جهت کار در ای‌تی‌اندتی مهاجرت کرد و بعنوان منشی صدور حساب به فعالیت پرداخت، او پس از چند سال وارد دنیای بازیگری شد.

## دیگر
این فهرستی از برخی آثاری است که مک‌براید در آن نقش‌آفرینی کرده‌است.
- هدف انسانی (۲۰۱۰)
- هنوز هم در انتظار (۲۰۰۹)
- اولین یکشنبه (۲۰۰۸)
- فرزند آمریکا (۲۰۰۸)
- انتظار... (۲۰۰۵)
- من، ربات
- طلوع مرکوری
- ماجراهای دکه سمساری
- بچه (۲۰۰۰)
- هاوایی فایو-زیرو
- رول بانس
- جنتلمن برجسته
- خانه شیرین جهنمی
- ترس‌آفرینان
- گردن کلفت